# Astrid Fina Paredes
Astrid Fina Paredes (Barcelona, 16 d'octubre de 1983) és una esportista paralímpica catalana, especialitzada en snowboard.
Fina es va iniciar en el surf de neu el 2011, dos anys després de perdre el peu dret a causa d'un accident de moto. El 2012 Kiko Caballero, un amic seu, la va convidar a provar el surf de neu a les pistes de Baqueira Beret, i entusiasmada, es va presentar a les proves d'accés a l'equip nacional espanyol. Era l'única noia. Va haver de superar proves físiques i tècniques a la neu. I en menys de dos anys disputava els seus primers Jocs Paralímpics a Sotxi 2014, on va ser sisena en snowboard cross. Des de llavors, va experimentar una gran progressió i al Mundial de 2016 va fregar el podi amb un quart lloc en eslàlom i un cinquè en cros. Després de diverses medalles en proves de la Copa del Món durant totes aquestes temporades, el seu gran èxit va arribar als Jocs Olímpics d'Hivern de 2018 amb la primera medalla paralímpica espanyola de la història en surf de neu amb un bronze en la prova de cross. A més, en aquests jocs també va aconseguir un diploma paralímpic amb el seu sisè lloc en eslàlom. El març de 2019 va aconseguir la que ha acabat sent el seu últim gran èxit internacional, la medalla de bronze en eslàlom del Campionat de Món de surf de neu paralímpic a Finlàndia. Finalment, el 2020 Astrid anuncià la seva retirada com a esportista professional, després de "valorar les enormes dificultats" que per a ella estava suposant "mantenir l'exigent nivell competitiu del circuit internacional, amb un alt cost tant físic com emocional".
El 2021 l'excepcional història d'aquesta medallista paralímpica catalana arribà als cinemes. La preestrena d'"Astrid" tingué lloc el febrer d'aquest any al CaixaForum de Barcelona, en una sessió moderada per Montse Armengou, directora del programa de documentals de Televisió de Catalunya que s'emet per TV3 "Sense ficció", comptant amb la presència de la protagonista i del director, Marc Galver.